# Władysław Petrusewicz
Władysław Petrusewicz herbu Łabędź – oboźny wileński w 1710 roku, dyrektor wieleńskiego sejmiku gromnicznego w 1717 roku.